# Shlomo Artzi
Shlomo Artzi (en hébreu : שלמה ארצי) est un chanteur et compositeur israélien. Il est né dans le moshav Alonei Abba, en Israël, le 26 novembre 1949. Il est l'un des plus grands chanteurs en Israël, et a vendu plusieurs millions d'albums.

## Biographie
Il a passé son enfance à Ramat Israel et suivi sa famille à Tel Aviv à l’âge de 8 ans.
Pendant son service militaire, il a participé à plusieurs orchestres au sein de Tsahal, particulièrement au sein de l'unité Lehakat Cheil Hayam (groupe de chanteurs de la marine nationale israélienne). Il remporta le premier prix d'un concours de chant, avec son titre Pitom Achshav, Pitom Hayom

## Carrière musicale
Il représente Israël au Concours Eurovision de la chanson, en 1975, avec la chanson At Ve'Ani (Toi et Moi), écrite par Ehud Manor, et composée par Artzi lui-même.
En 1976, il sort un recueil de ses meilleures chansons de la période 1970-1973.
En 1980, Artzi lance un programme radio sur les ondes de Galeï Tsahal, la radio de l’armée israélienne.
En 1995, il participe au collectif d'artistes et de chanteurs israéliens qui composent l'album Shalom Haver, en mémoire de Yitzhak Rabin. Il y chante deux titres, Haish Hahu (Cet homme) et Uf Gozal (Vole petit), écrits par Arik Einstein et Miki Gavrielov.
En 1996, son album Shnayim (Deux) est vendu à 160 000 exemplaires.
En 2007, il donne un concert à Paris, en l'honneur du Fonds national juif, devant plus de 5 000 personnes.
En mai 2008, il chante avec Patrick Bruel à Raanana devant plus de 5 000 personnes
Le 18 octobre 2010 il donnera un concert évènement pour les 80 ans du Maguen David Adom, la "Croix-Rouge" israélienne.

## Prix et distinctions
- 2008 - Prix de l'Association des compositeurs et des interprètes d'Israel AKUM pour toute son activité.